# Фолиньо (футбольный клуб)
«Фолиньо» — итальянский футбольный клуб из одноимённого города, выступающий в Высшем дивизионе Профессиональной лиги, третьем по силе дивизионе чемпионата Италии. Основан в 1928 году. Домашние матчи проводит на арене «Стадио Энцо Блазоне», вмещающем 5 650 зрителей. «Фолиньо» никогда в своей истории не поднималась в Серию А и Серию Б, лучшим достижением клуба в Серии С стало 2-е место в сезоне 1945/46.